# Vergogna (album)
Vergogna è il terzo album in studio della cantautrice italiana Cmqmartina, pubblicato da Columbia Records e Sony Music il 17 giugno 2022.

## Tracce
1. La peggiore (feat. Boyrebecca) – 3:08
2. Mia – 2:36
3. 123 medicine – 2:19
4. Inferno rosa – 2:27
5. Il dolore – 2:40
6. Selvatica – 2:55
7. Ambigua – 2:16
8. Non scomparire – 3:08
9. Bebi – 2:38
10. Acqua pioggia nubi – 2:49

Durata totale: 26:56